# Гай Семпроній Атратін
Гай Семпро́ній Атраті́н (лат. Gaius Sempronius Atratinus; V століття до н. е.) — політичний, державний і військовий діяч Римської республіки, консул 423 року до н. е.

## Біографія
Походив з патриціанського роду Семпроніїв. Син Авла Семпронія Атратіна, військового трибуна з консульською владою 444 року до н. е.
423 року до н. е. його було обрано консулом разом з Квінтом Фабієм Вібуланом Амбустом. Того року Римська республіка вела війни з вольськами і етрусками. Між самими консулами існували суперечки. За жеребом Гаю Семпронію випало воювати проти вольсків, він вів бойові дії невдало, від повної поразки військо врятував декуріон на ім'я Секст Темпаній, але римляни відступили полишивши поранених. Народний трибун Луцій Гортензій мабуть за сприяння Квінта Фабія спробував притягнути Гая Семпронія після закінчення терміну консульських повноважень до судової відповідальності, але інші народні трибуни того року не дали змоги це реалізувати, тим більше, що чотири воїни з війська Гая Семпронія дали сприятливі для нього покази. Але 420 року до н. е. його все ж таки засудили за погане ведення війни і змусили заплатити штраф у 15 тисяч ассів.
З того часу про подальшу долю Гая Семпронія Атратіна відомостей немає.